# Американцы (1-й сезон)
Первый сезон американского драматического сериала «Американцы» премьера которого состоялась 30 января 2013 года, заключительная серия сезона вышла 1 мая 2013 года. Сезон содержит 13 серий. Показ первого сезона проходил на канале FX по средам в 22:00 в США. Производством сериала занималась студия DreamWorks Television. Автором сериала является Джо Вайсберг.
Действие сериала происходит во время Холодной войны в 1980-х годах. Он рассказывает о историю об Элизабет (Кери Расселл) и Филипа Дженнингсов (Мэттью Риз), двух советских офицеров КГБ, изображающих американскую супружескую пару в пригороде Вашингтона, округ Колумбия, и их соседе, агенте ФБР Стэне Бимене (Ноа Эммерих).

## В ролях

### Основной состав
- Кери Расселл — Элизабет Дженнингс (Надежда), офицер КГБ
- Мэттью Риз — Филип Дженнингс (Миша), офицер КГБ
- Максимилиано Эрнандес — агент ФБР Крис Амадор
- Холли Тейлор — Пейдж Дженнингс, дочь Элизабет и Филипа
- Кайдрич Селлати — Генри Дженнингс, сын Элизабет и Филипа
- Ноа Эммерих — агент ФБР Стэн Бимен

### Второстепенный состав
- Ричард Томас — Фрэнк Гаад,  специальный агент ФБР, начальник подразделения контрразведки
- Аннет Махендру — Нина Сергеевна Крылова, советский информатор-крот Стэна Бимена
- Марго Мартиндейл — Клаудия, старший офицер КГБ и куратор Дженнингсов
- Сьюзан Миснер — Сандра Бимен, жена Стэна
- Элисон Райт — Марта Хэнсон, секретарь агента Гаада и информатор Филипа
- Лев Горн — Аркадий Иванович, второй резидент КГБ
- Дэниел Флаэрти — Мэттью Бимен, сын Стэна
- Питер фон Берг — Василий Николаевич, оригинальный резидент КГБ
- Дерек Люк — Грегори Томас, рекрут Элизабет в КГБ
- Редж Роджерс — Чарльз Дулут, журналист и источник КГБ
- Джиллиан Алекси — Аннелиз, информатор Филипа

## Производство

### Замысел
Сериал «Американцы» был создан Джо Вайсбергом, бывшим сотрудником ЦРУ. Несмотря на шпионскую обстановку, Вайсберг решил рассказать историю о браке. «В основе „Американцев“ лежит история о браке. Международные отношения — это всего лишь аллегория человеческих отношений. Иногда, когда вы боретесь в браке или с вашим ребёнком, это похоже на жизнь или смерть. Для Филипа и Элизабет, это частое явление». Исполнительный продюсер Джоэл Филдс описал сериал как работу на разных уровнях реальности: вымышленный мир брака между Филипом и Элизабет, и реальный мир, связанный с опытом персонажей во время Холодной войны.
«Самое интересное, что я наблюдал во время работы в ЦРУ — это семейная жизнь агентов, которые служили заграницей с детьми и супругами. Реальность такова, что в основном это просто люди, которые живут своей жизнью. Работа — это один элемент, и попытка изобразить проблемы, с которыми они сталкиваются, казались чем-то, что, если бы мы могли реалистично донести это до телевидения, будет новым».
Работа в ЦРУ, которую Вайсберг позже назвал ошибкой, помогла разработать ему несколько сюжетных линий в сериале, основывая некоторые сюжетные линии на реальных историях и интегрируя несколько вещей, которые он узнал за время своего обучения, как например тайник и коммуникационные протоколы. Вайсберг был восхищён историями, которые он слышал от агентов, служивших заграницей в качестве шпионов, и они при это воспитывали свои семьи. Он был заинтересован в том, чтобы донести этот замысел до телевидения, с идеей семьи шпионов, а не только одного человека. Вайсберг также рассказал, как ЦРУ ненамеренно дало ему идею создания сериала про шпионов, объяснив: «Когда я проходил проверку на полиграфе, чтобы попасть туда, они задали вопрос: „Вы вступаете в ЦРУ, чтобы получить опыт в разведывательном обществе, чтобы вы могли написать об этом позже?“, что никогда не приходило мне в голову. Я однозначно присоединился к ЦРУ, потому что хотел быть шпионом. Но в ту секунду, когда они задали этот вопрос... тогда я подумал: „Теперь я провалю тест.“».
Вайсберг был частично вдохновлён обменом заключёнными шпионами между Россией и США, чтобы написать сценарий к пилотному эпизоду сериала. Его исследовательский материал включал заметки о Холодной войне КГБ, оставленные Василием Митрохиным, и беседы с некоторыми из его бывших коллег по ЦРУ. Он заявил, что, в отличие от обстоятельств, связанных с обменом заключёнными шпионами в 2010 году, он решил установить в начале 1980-х годов, потому что «современное [место действий] не казалось хорошей идеей», добавив: «Люди были шокированы и они одновременно пожимали плечами в связи со скандалом [2010 года], потому что казалось, что мы больше не были настоящими врагами России. Очевидный способ исправить это для телевидения было переместить историю во времена Холодной войны. Изначально я хотел выбрать 70-е годы только потому, что мне нравились причёски и музыка. Но есть ли вариант получше, чем 80-е годы, когда Рональд Рейган кричал об империи зла?»

### Разработка
Прочитав роман Вайсберга, «Обыкновенный шпион», исполнительный продюсер Грэм Йост обнаружил, что Вайсберг также написал пилот для возможного сериала про шпионов. Йост прочитал сценарий пилота и обнаружил, что он был «надоедливо хорошим», что привело к началу развития шоу. Съёмки пилота начались в мае 2012 года и продолжались до середины июня. Оставшуюся часть первого сезона начали снимать в ноябре 2012 года в районе Нью-Йорка. Производство использовало кадры местоположения для имитации Вашингтона, округ Колумбия. Ранние съёмки были отложены из-за наводнения, вызванного ураганом Сэнди.

### Кастинг
Вайсберг заявил, что он понятия не имел о том, кто будет играть в сериале перед началом кастинга. У президента FX Джона Ландграфа была идея позвать Кери Расселл играть в сериале. Лесли Фельдман, которая руководит кастингом в DreamWorks, увидела Мэттью Риза в одной пьесе и предложила его Вайсбергу. Расселл и Риз ранее встречались на вечеринке несколько лет назад, но не были толком знакомы. Они оба были заинтересованы в сериале из-за его сосредоточенности на отношениях между двумя персонажами. Риз сказал: «Тут два человека, которые вместе вели невероятно странную жизнь с невероятно высокими ставками, в этой сцене домашней жизни, которая является абсолютной ложью, и в конце пилота они впервые находят друг друга».
Расселл описала сценарий пилота как «интересный», продолжив: «Это явно не был процедурал. И [изначально] я не знала, что я хотела работать с этим. Я всегда всему говорю нет. Я никогда не хочу ничего делать. [Смеётся]. Но я просто не могла перестать думать об этом. Я прочитала его... и я всё пыталась понять это, так как было очень непонятно. Мне всё ещё не ясно. Но здесь так много различных уровней к этому». О своём персонаже Риз сказал: «Эта роль является чем-то вроде подарка, так как он очень многослойный и многогранный. И когда вы встречаетесь с ним, он находится в этом великом поворотном пункте в своей жизни, где всё меняется для него. Вам просто приходится делать всё. Вам приходится заниматься кунг-фу, играть в эмоциональных сценах, носить маскировку. Это полный пакет для актёра. Это мечта». Ноа Эммерих изначально не решался получить роль в сериале. Он объяснил: «Правда в том, что с самого начала я думал: „Я не хочу сниматься в шоу, где я ношу пистолет или значок. Хватит с меня пистолетов и значков. Я больше не хочу этого.“ Когда я впервые прочитал сценарий, я подумал: „Да, это действительно интересно и очень хорошо, но я не хочу быть парнем из ФБР“». Его друг, Гэвин О'Коннор, который снял пилотный эпизод, убедил его поглубже изучить роль. Эммерих заявил, что он ответил на аспект брака и семьи. «Это было действительно интересно, и это было действительно умно и необычно, и это выделялось из толпы».

## Эпизоды
| № общий | № в сезоне | Название                                                             | Режиссёр        | Автор сценария                       | Дата премьеры   | Произв. код | Зрители США (млн) |
| ------- | ---------- | -------------------------------------------------------------------- | --------------- | ------------------------------------ | --------------- | ----------- | ----------------- |
| 1       | 1          | «Пилот» «Pilot»                                                      | Гэвин О'Коннор  | Джо Вайсберг                         | 30 января 2019  | BDU179      | 3,22              |
| 2       | 2          | «Часы» «The Clock»                                                   | Адам Аркин      | Джо Вайсберг                         | 6 февраля 2013  | BDU101      | 1,97              |
| 3       | 3          | «Грегори» «Gregory»                                                  | Томас Шламме    | Джоэл Филдс                          | 13 февраля 2013 | BDU102      | 1,65              |
| 4       | 4          | «Под контролем» «In Control»                                         | Жан де Сегонзак | Джоэл Филдс и Джо Вайсберг           | 20 февраля 2013 | BDU103      | 1,91              |
| 5       | 5          | «Радиоразведка» «COMINT»                                             | Холли Дейл      | Мелисса Джеймс Гибсон                | 27 февраля 2013 | BDU104      | 1,44              |
| 6       | 6          | «Доверься мне» «Trust Me»                                            | Дэниел Сакхайм  | Шеха Курс                            | 6 марта 2013    | BDU105      | 1,88              |
| 7       | 7          | «Долг и честь» «Duty and Honor»                                      | Алекс Чаппл     | Джошуа Брэнд                         | 13 марта 2013   | BDU106      | 1,70              |
| 8       | 8          | «Взаимно гарантированное уничтожение» «Mutually Assured Destruction» | Билл Джонсон    | Джоэл Филдс и Джо Вайсберг           | 20 марта 2013   | BDU107      | 1,65              |
| 9       | 9          | «Конспиративная явка» «Safe House»                                   | Джим Маккей     | Джошуа Брэнд                         | 3 апреля 2013   | BDU108      | 1,38              |
| 10      | 10         | «Только ты» «Only You»                                               | Адам Аркин      | Брэдфорд Уинтерс                     | 10 апреля 2013  | BDU109      | 1,50              |
| 11      | 11         | «Тайная война» «Covert War»                                          | Николь Кассель  | Джошуа Брэнд и Мелисса Джеймс Гибсон | 17 апреля 2013  | BDU110      | 1,81              |
| 12      | 12         | «Клятва» «The Oath»                                                  | Джон Дал        | Джошуа Брэнд и Мелисса Джеймс Гибсон | 24 апреля 2013  | BDU111      | 1,49              |
| 13      | 13         | «Полковник» «The Colonel»                                            | Адам Аркин      | Джоэл Филдс и Джо Вайсберг           | 1 мая 2013      | BDU112      | 1,74              |